# アメリカ統計学会
アメリカ統計学会（アメリカとうけいがっかい、英: American Statistical Association, ASA）は、1839年11月27日、ボストンで創設された統計学に関する学術・教育団体であり、アメリカ合衆国で運営され続けている学会としては2番目の古さを誇る。

## 概要
ASAは、統計学についての最新の役立つ情報を提供している。ASAは統計学とその応用の広範囲な分野をカバーしており、統計学者、実験データを統計処理する必要のある科学者、その他の統計を職業に活用する人々にサービスを提供してきた。
ASA は特に以下のような部分で統計学の普及促進を担っている。
- 統計の実践、調査、学会誌、会議のサポート
- あらゆるレベルでの統計学教育の改善
- 統計学の適切な応用の促進
- 統計的職業の進化の支援

アメリカとカナダを中心として18,000名の会員を有する。例えば、医療、医薬品開発、環境保護、宇宙開発、品質保証、福祉、経済、政府機関での規格策定、教育、計算機科学といった分野で統計学を応用している会員がいる。
ASA はセクション、チャプター、委員会で構成される。チャプターとは各地の支部であり、アメリカとカナダを78のエリアに分割している。セクションは特定の研究・応用領域に関するグループであり、22のセクションがある。委員会は60以上あり、会議の開催、学会誌などの刊行、教育、その他の統計にまつわることを主題としている。

## 歴史
フローレンス・ナイチンゲール、アレクサンダー・グラハム・ベル、ハーマン・ホレリス、アンドリュー・カーネギー、マーティン・ヴァン・ビューレンの共通点は何か？これらの歴史上の人物は全てアメリカ統計学会 (ASA) の会員であった。
ASA はボストンのアメリカ教育学会での会議の席で設立が決められ、マサチューセッツ州政府に認可された。この会議に出席していたのは、William Cogswell（教師、系図学者）、Richard Fletcher（法律家、合衆国下院議員）、John Dix Fisher（物理学者、医療改革の先駆者）、Oliver Peabody（法律家、牧師、詩人、編集者）、Lemuel Shattuck（統計学者、系図学者、出版者、当時としては最も分厚い公衆衛生史の本の著者）である。1841年までにASAの会員は109名となり、その中には合衆国大統領のマーティン・ヴァン・ビューレンらが含まれていた。
ASAは当初から統計学を公益に役立てることを指向し、合衆国政府（特に国勢調査局）の統計処理と緊密な連携関係があった。1844年には、ASAは下院に対して第6回国勢調査の実施を提案している。当時、国勢調査局の局長はASAの会員であることが多かった。第6回国勢調査を指揮したJohn B. D. DeBowもASAの会員であった。Francis A. Walkerは第9回国勢調査を指揮し、第10回の立ち上げも行った。Carroll D. Wrightは第11回国勢調査の完了時に関わった。国勢調査局の最初の恒久的オフィスで局長となったのはS. N. D. Northであり、彼はASAの第6代会長を務めた（1910年）。
第一次世界大戦後、政府や企業での統計処理は増大していき、ASA はそのころからチャプター（支部）を設立し始めた。1920年から1943年までに22の支部が各地に設立された。現在では78の支部があり、その規模は50名程度から1,000名以上と様々である。

## 刊行物
ASA は以下のような学会誌を刊行している。
- Journal of the American Statistical Association (JASA)
- The American Statistician (TAS)
- Journal of Business & Economic Statistics (JBES)
- Journal of Agricultural, Biological, and Environmental Statistics (JABES)
- Journal of Computational & Graphical Statistics (JCGS)
- Technometrics (TECH)

オンラインのみの学会誌として以下のものがある。
- Journal of Statistics Education (JSE)
- Journal of Statistical Software (JSS)

他の団体との共同刊行物として、以下のものがある。
- The Current Index to Statistics (CIS)